# Adelheid von Lichtenberg I.
Adelheid von Lichtenberg I. OCist (* 13. Jahrhundert; † 1312) war eine deutsche Zisterzienserin und ab 1295 bis 1312 Äbtissin des Zisterzienser-Klosters Lichtenthal.

## Leben
Adelheid von Lichtenberg, die wahrscheinlich aus dem Geschlecht der Lichtenberger stammte, ist 1312 urkundlich bezeugt. Sie muss kurz nach dem Tod der 6. Äbtissin des Klosters Lichtenthal, Adelheid von Baden, ihr Amt angetreten haben. Da die Grabinschrift Adelheid von Beuchlingen als 10. Äbtissin ausweist, können zwischen ihr und Adelheid von Baden nur drei Äbtissinnen regiert haben. Die noch im alten Äbtissinnenverzeichnis (AV) erwähnte Kunigund(e) von Zollern als Nachfolgerin von Adelheid von Baden, wird in einer Verwechslung zwischen Mutter und der namensgleichen Tochter Kunigunde von Zollern angesehen.